# Высотное здание
Высотными зданиями в России со времён СССР считают здания высотой более 75 м или более 25 этажей. В других странах под термином «высотное здание» обычно понимают здание высотой от 35 до 100 м, здания выше 100 м (в США и Европе — выше 150 м) считаются небоскрёбами. Однако специалисты Совета по высотным зданиям и городской среде полагают, что невозможно дать чёткого определения понятия «высотное здание», хотя в общих случаях таковым можно считать здание от 14 этажей или высотой около 50 м.
Высотные здания могут иметь разное назначение: быть гостиницами, офисами, жилыми домами, учебными зданиями. Чаще всего высотные здания выполнены многофункциональными: помимо помещений основного назначения в них размещаются автостоянки, магазины, офисы, кинотеатры и т. д.
Существенным фактором, негативно влияющим на развитие высотного строительства в России, является отсутствие современной нормативной базы, препятствующее успешному развитию этого вида строительства.

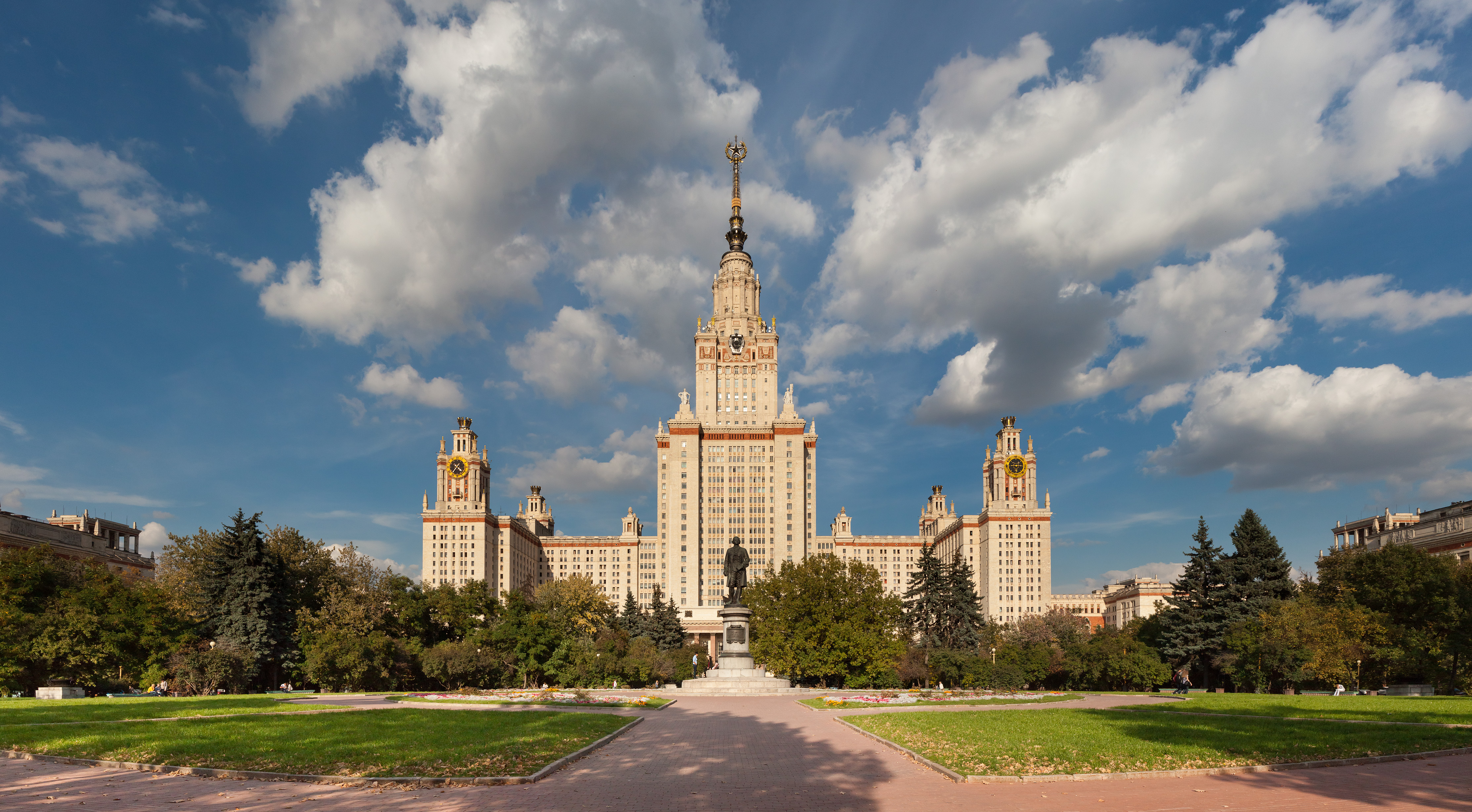
Главное здание МГУ — одно из семи так называемых сталинских высоток в Москве

## Преимущества и недостатки
Преимущества высотных зданий:
- максимально интенсивное использование имеющихся земельных участков, снижение себестоимости каждого квадратного метра полезной площади здания;
- красивый вид из окон на верхних этажах;
- пониженный уровень шума на верхних этажах.

Недостатки высотных зданий:

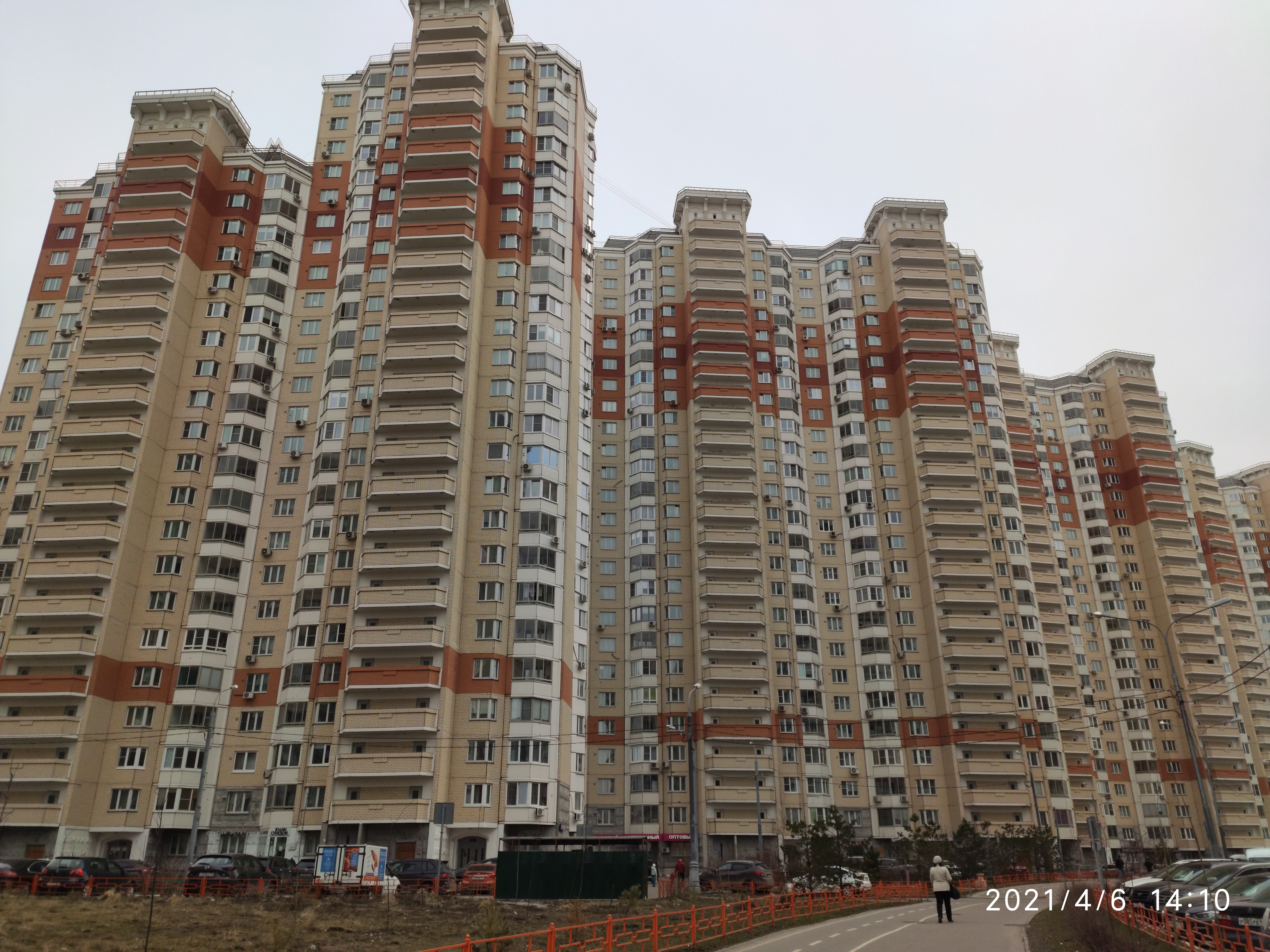
25-этажная П-44Т-25 в Красногорске

- больше времени тратится на подъем на верхние этажи и спуск с них;
- проблемы в случае неисправности лифтов;
- сложность эвакуации в случае пожара;
- выше затраты на техническое оснащение зданий, инженерные системы;
- увеличение плотности жителей (работающих в офисах) приводит к транспортным проблемам.

## Критика

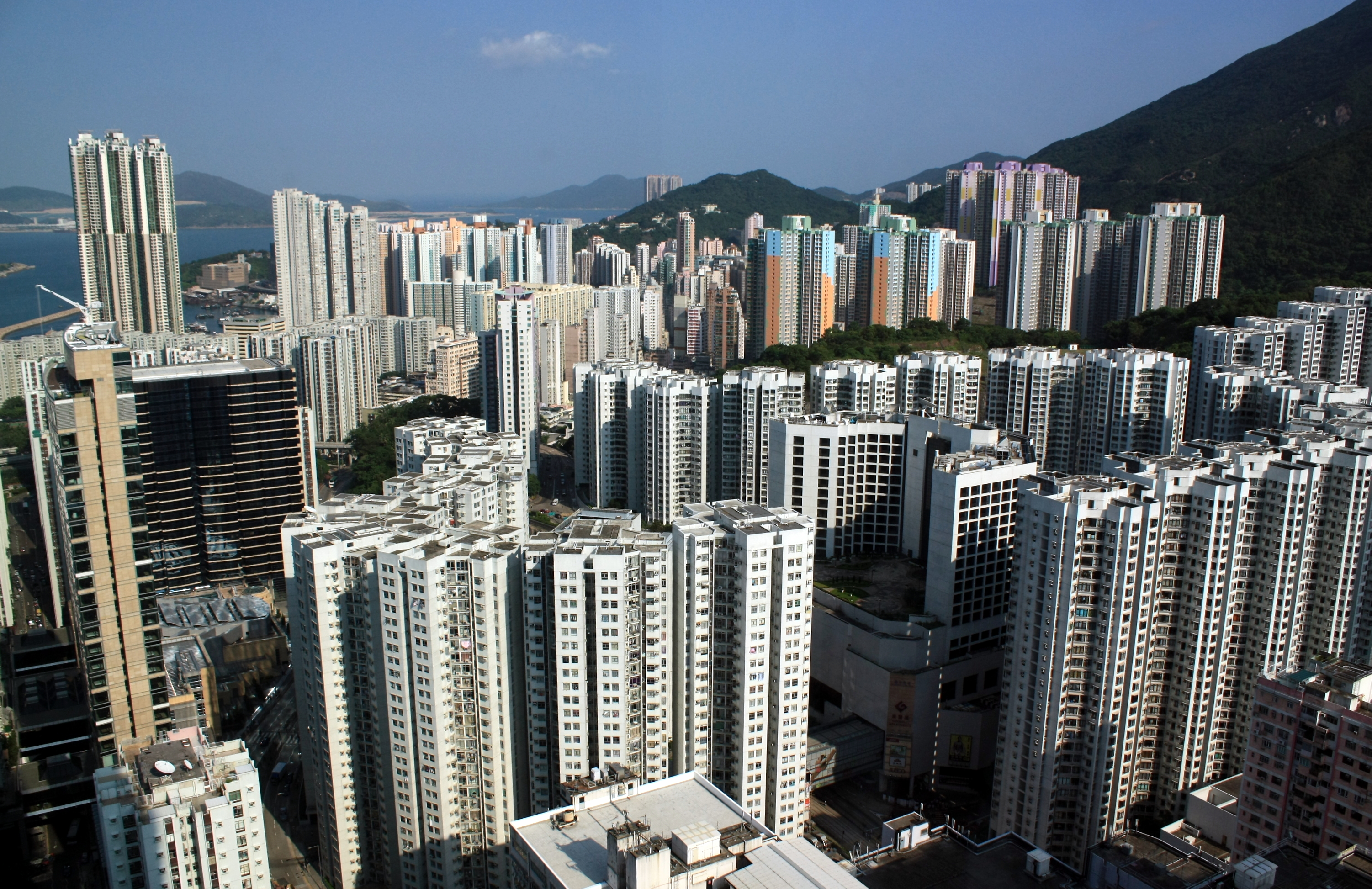
Плотная высотная жилая застройка, 41-этажные типовые здания, Сянган

Архитектор Ян Гейл критикует высотные здания, так как полагает, что если множество людей живёт и работает в плотно населенных зданиях, то окружающее городское пространство опустошается, высотные здания создают пустые и обезличенные пространства.
Архитектор Леон Крие, считает, что не существует никаких обоснованных оправданий для строительства высотных зданий, так как они строятся лишь для спекуляций, получения прибыли в короткие сроки или просто из-за претенциозности.

## Ограничение высотности застройки
Каждый город решает вопрос максимальной высоты застройки в самостоятельно. Так, например, в Казани для многоэтажной застройки установлена предельная высота в 100 метров, в Тюмени установлено максимальное количество надземных этажей — 25 (более 75 метров).